# Міхеїл Уклеба
Міхеїл Уклеба (груз. მიხეილ უკლება, нар. 15 квітня 1953, Батумі, Грузинська РСР, СРСР) — грузинський дипломат, надзвичайний і повноважний посол Грузії в Україні (2013-17).

## Біографія
Народився 15 квітня 1953 в Батумі. 
У 1977 році закінчив біологічний факультет Тбіліського університету, а у 1985 — факультет міжнародних економічних відносин Академії торгівлі СРСР.
У 1985–1989 рр. — старший економіст в торговому представництві СРСР в Іраку. 
У 1989–1998 рр. — старший економіст, начальник відділу закордонних справ, перший заступник голови МЗС Грузії. 
У 1998–2001 рр. — міністр державного майна Грузії. 
У 2001–2005 рр. — посол з особливих доручень, заступник міністра закордонних справ Грузії.
У 2005–2008 рр. — надзвичайний і повноважний посол Грузії в КНР. 
У 2008–2012 рр. — надзвичайний і повноважний посол Грузії в Болгарії. 
З квітня 2013 року — надзвичайний і повноважний посол Грузії в Україні. 
5 липня 2013 року вручив вірчі грамоти президенту України Віктору Януковичу.